# Đế quốc Maratha
Đế chế Maratha (tiếng Anh: Maratha Empire; tiếng Marathi: मराठा साम्राज्य; tiếng Ba Tư: امپراتوری ماراتا), còn được gọi là Liên minh Maratha (tiếng Anh: Maratha Confederacy), là một đế chế thời kỳ đầu hiện đại trong lịch sử Ấn Độ và sau đó nó trở thành một liên minh kiểm soát phần lớn tiểu lục địa Ấn Độ vào thế kỷ XVIII. Sự cai trị của Maratha chính thức bắt đầu vào năm 1674, với sự lên ngôi của Shivaji của triều đại Bhonsle với tước hiệu là Chhatrapati. Mặc dù Shivaji đến từ đẳng cấp Maratha, đế chế Maratha cũng bao gồm các chiến binh, nhà quản lý và quý tộc khác từ Maratha và một số đẳng cấp khác từ nơi ngày nay được gọi là Maharashtra.
Người Marathi là một nhóm chiến binh nói tiếng Marathi đến từ cao nguyên Deccan phía Tây (Maharashtra ngày nay), họ đã nổi lên nhờ thành lập Hindavi Swarajya (có nghĩa là "sự tự trị của người theo đạo Hindu"). Người Maratha trở nên nổi bật vào thế kỷ XVII dưới sự lãnh đạo của Shivaji, người đã nổi dậy chống lại triều đại Adil Shahi và Đế quốc Mogul để thành lập một vương quốc và đặt kinh độ tại Raigad. Marathas là một trong những nguyên nhân chính dẫn đến sự suy tàn của Đế chế Mogul vào đầu thế kỷ XVIII. Thái độ tôn giáo của Hoàng đế Mogul là Aurangzeb đã xa lánh những người không theo Hồi giáo, và việc ông không có khả năng trấn áp các cuộc nổi dậy của người Maratha sau cuộc chiến kéo dài 27 năm đã khiến quân đội và ngân khố của ông phải trả giá đắt và cuối cùng đã công nhận quyền lực của Maratha và quyền kiểm soát của họ đối với phần lớn đất nước trước đây. Sự thống trị của Mogul ở phía Bắc tiểu lục địa Ấn Độ.
Sau cái chết của Hoàng đế Aurangzeb của Mogul vào năm 1707, cháu trai của Shivaji là Shahu đã khôi phục quyền lực của Maratha và giao quyền lực cho gia đình Brahman Bhat, những người trở thành các peshwa (Tể tướng đại thần) cha truyền con nối. Sau khi ông qua đời vào năm 1749, các peshwa trở thành những nhà cai trị với thực quyền trong tay. Các gia tộc Maratha hàng đầu—Sindhia, Holkar, Bhonsle và Gaekwar—đã mở rộng cuộc chinh phục của họ ở miền Bắc và miền Trung Ấn Độ và trở nên độc lập và khó kiểm soát hơn. Sự kiểm soát hiệu quả của các peshwa kết thúc với thất bại nặng nề tại Trận Panipat thứ ba vào năm 1761, dưới bàn tay của người Afghanistan và cái chết của peshwa trẻ tuổi Madhavrao I vào năm 1772. Sau đó, nhà nước Maratha là một liên minh gồm năm thủ lĩnh dưới sự lãnh đạo trên danh nghĩa của peshwa ở Poona (nay là Pune) ở miền Tây Ấn Độ. Những nhà lãnh đạo này được biết đến với Gaekwad xứ Baroda, Holkar xứ Indore và Malwa, Scindia xứ Gwalior và Ujjain, Bhonsle xứ Nagpur và Jadhav xứ Vidarbha. Mặc dù đôi khi họ đoàn kết với nhau để chống lại Công ty Đông Ấn Anh (1775–82), nhưng họ thường xuyên cãi nhau hơn. Sau khi bị triều đại Holkar đánh bại vào năm 1802, peshwa Bajirao II đã tìm kiếm sự bảo vệ từ người Anh, sự can thiệp của họ đã phá hủy liên minh vào năm 1818 sau Chiến tranh Anh-Maratha thứ hai và thứ ba.
Đế chế, ở thời kỳ đỉnh cao vào năm 1758, trải dài trong một thời gian ngắn từ Maharashtra ngày nay ở phía Nam đến sông Sutlej ở phía Bắc sau chiến thắng của họ trước người Afghanistan trong Trận Delhi năm 1757, đến Orissa ở phía Đông, chiếm khoảng 1/3 tiểu lục địa. Tuy nhiên, người Maratha đã mất Delhi vào năm 1761 sau thất bại trong Trận Panipat thứ ba.
Phần lớn đường biên của đế chế Maratha là bờ biển, được trấn thủ bởi Hải quân Maratha hùng mạnh dưới sự chỉ huy của Kanhoji Angre. Ông đã thành công trong việc ngăn chặn các tàu hải quân nước ngoài, đặc biệt là tàu của người Bồ Đào Nha và người Anh. Đảm bảo an ninh cho các khu vực ven biển và xây dựng các công sự trên đất liền là những khía cạnh quan trọng trong chiến lược phòng thủ của Maratha và lịch sử quân sự khu vực.

## Tên gọi
Đế chế Maratha còn được gọi là Liên minh Maratha. Nhà sử học Barbara Ramusack nói rằng cái tên Đế chế Maratha là cách gọi được những người theo chủ nghĩa dân tộc Ấn Độ ưa thích, trong khi cái tên Liên minh Maratha được các nhà sử học Anh sử dụng. Bà lưu ý, "không có thuật ngữ nào là hoàn toàn chính xác vì một thuật ngữ hàm ý mức độ tập trung hóa đáng kể và thuật ngữ còn lại biểu thị sự nhượng lại quyền lực nào đó cho chính quyền trung ương và cốt lõi là các nhà quản lý chính trị lâu đời".
Mặc dù hiện nay, từ Maratha dùng để chỉ một đẳng cấp cụ thể gồm các chiến binh và nông dân, nhưng trong quá khứ từ này được dùng để mô tả tất cả người Marathi.

## Lịch sử

### Shivaji và con cháu của ông

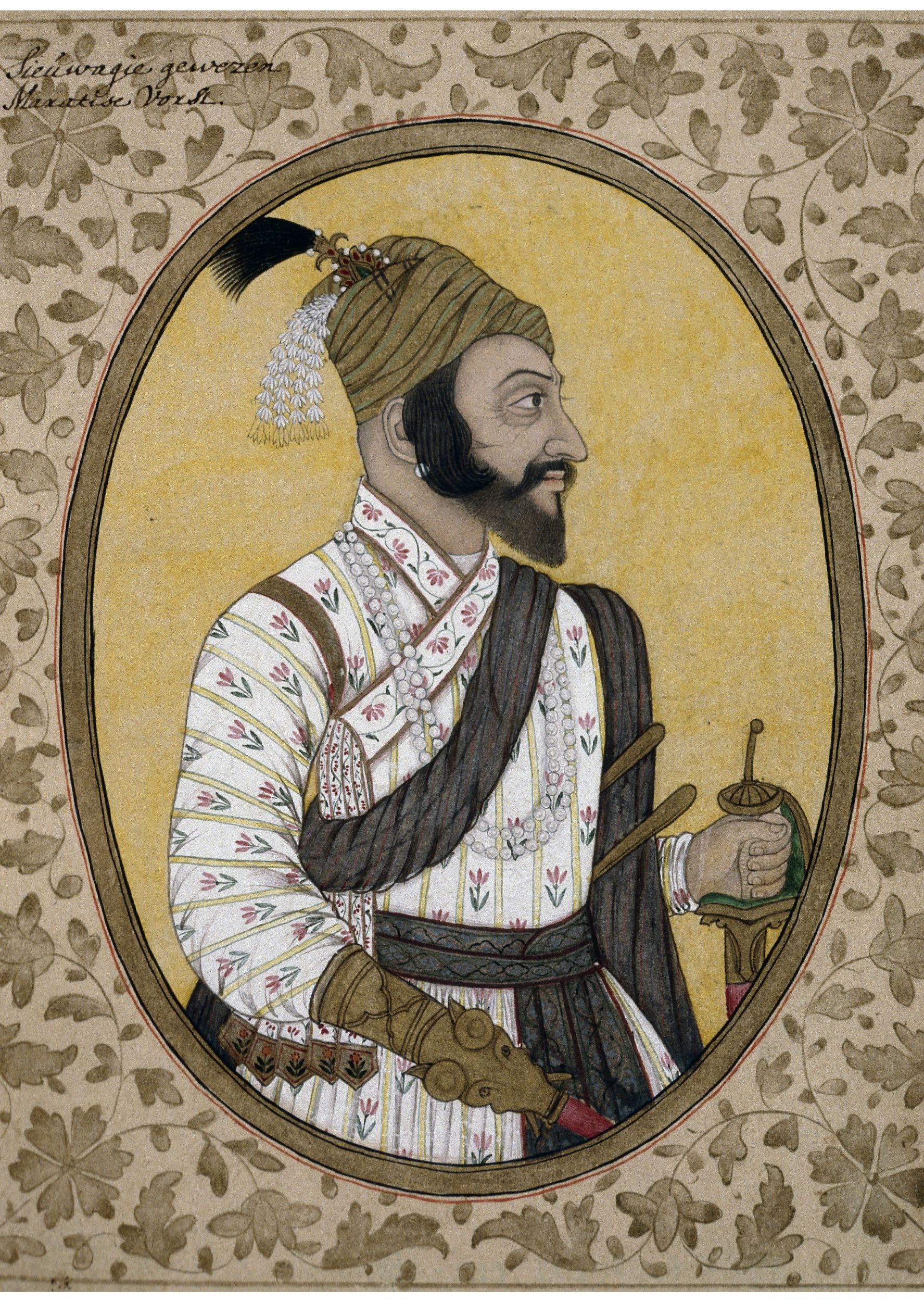
Chân dung của Shivaji Maharaj

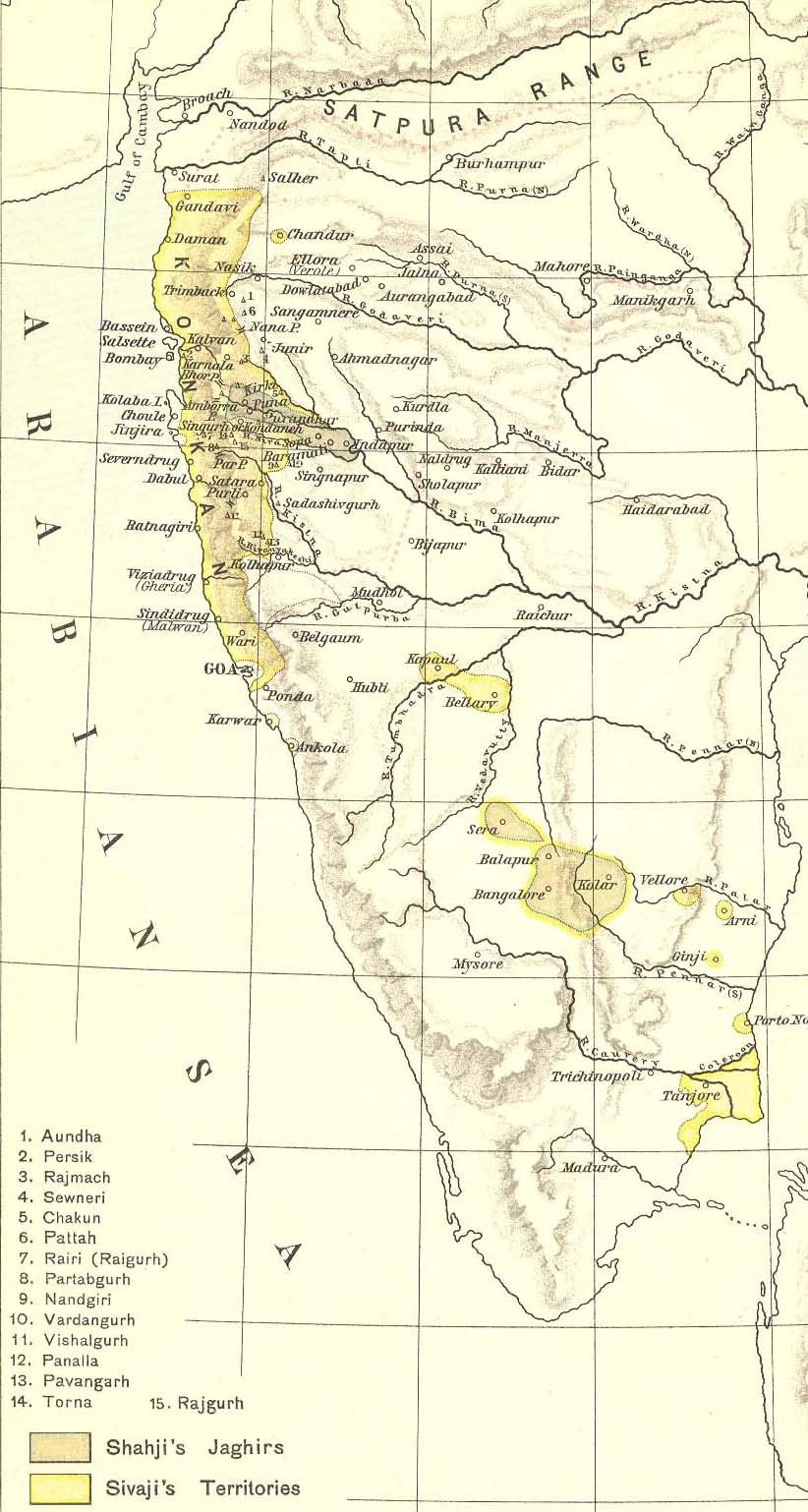
Những cuộc chinh phục ban đầu của Maratha, vào thời Shivaji và Shahji

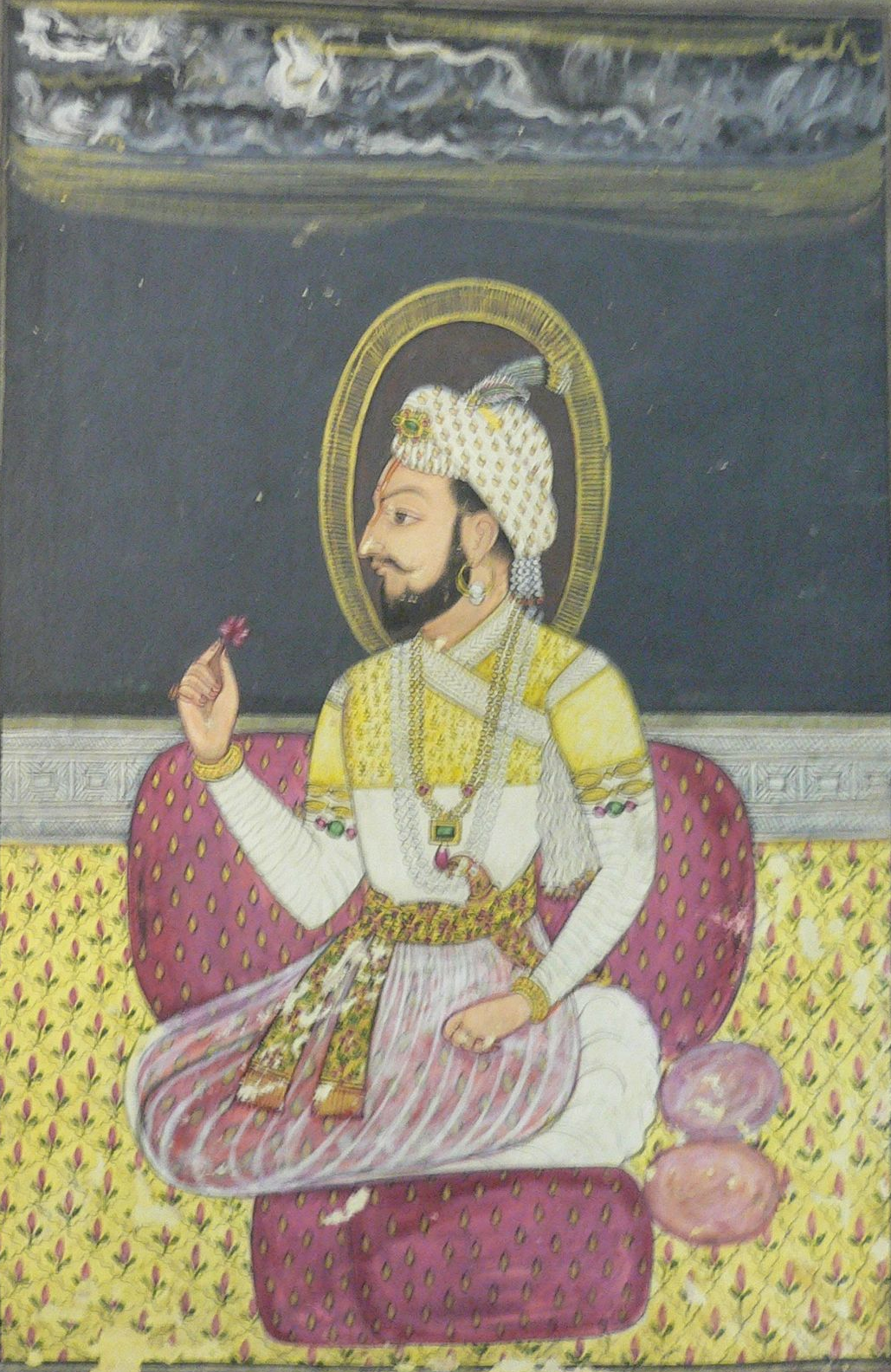
Sambhaji, con trai cả của Shivaji

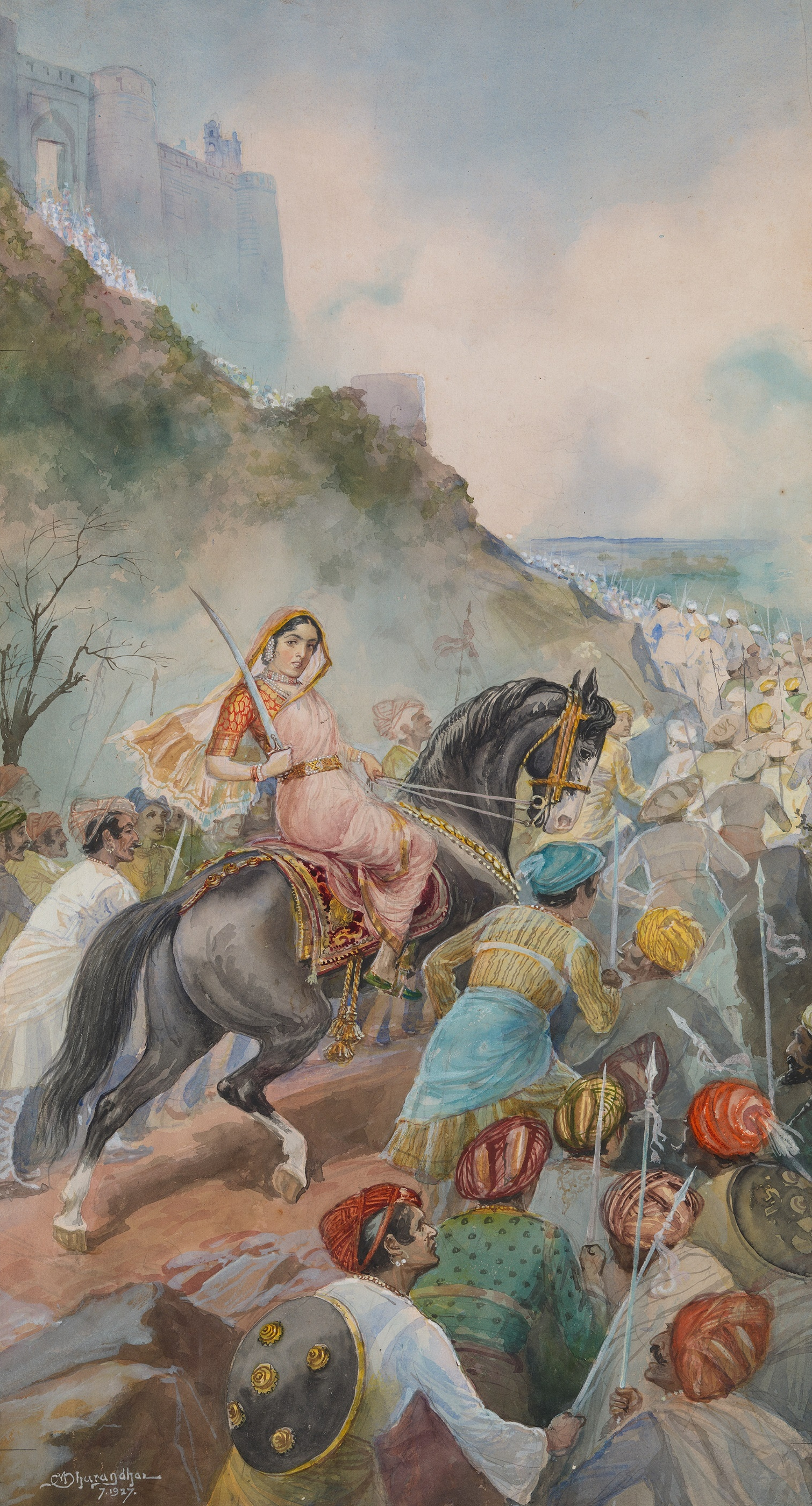
Tarabai là Hoàng hậu nhiếp chính của Đế chế Maratha của Ấn Độ từ năm 1700 đến năm 1708. Một bức tranh miêu tả Tarabai trong trận chiến năm 1927 của họa sĩ Marathi nổi tiếng M. V. Dhurandhar

Shivaji (1630–1680) là một quý tộc Maratha thuộc gia tộc Bhosale, người sáng lập đế chế Maratha. Shivaji đã lãnh đạo một cuộc kháng chiến để giải phóng người dân khỏi Triều đại Adil Shahi vào năm 1645 bằng cách giành được pháo đài Torna, sau đó là nhiều pháo đài khác, đặt khu vực này dưới sự kiểm soát của ông và thành lập Hindavi Swarajya (sự tự trị của người theo đạo Hindu). Ông đã thành lập một vương quốc Maratha độc lập với Raigad là kinh đô và chiến đấu thành công chống lại Đế quốc Mogul để bảo vệ vương quốc của mình. Ông được trao vương miện và lấy tước hiệu Chhatrapati (có chủ quyền) của vương quốc Maratha mới vào năm 1674.
Quyền thống trị của người Maratha dưới thời của Shivaji bao gồm khoảng 4,1% tiểu lục địa Ấn Độ, nhưng nó trải rộng trên những vùng đất rộng lớn. Vào thời điểm ông qua đời, nó đã được củng cố với khoảng 300 pháo đài và được bảo vệ bởi khoảng 40.000 kỵ binh, 50.000 binh sĩ, cũng như các cơ sở hải quân dọc theo bờ biển phía Tây. Theo thời gian, vương quốc sẽ tăng quy mô và tính không đồng nhất; vào thời điểm cháu trai ông cai trị, và sau đó dưới thời các Peshwa vào đầu thế kỷ XVIII, nó đã trở thành một đế chế chính thức.
Shivaji có hai con trai: Sambhaji và Rajaram, là anh em cùng cha khác mẹ. Năm 1681, Sambhaji kế vị vương miện sau cái chết của cha mình và tiếp tục các chính sách bành trướng của mình. Sambhaji trước đó đã đánh bại người Bồ Đào Nha và Triều đại Wadiyar của Vương quốc Mysore. Để vô hiệu hóa liên minh giữa người con trai nổi loạn của mình là Akbar, và người Maratha, Hoàng đế Mogul Aurangzeb tiến về phía Nam vào năm 1681. Với toàn bộ triều đình, chính quyền và một đội quân khoảng 500.000 người, ông đã tiến hành mở rộng đế chế Mogul, giành được các lãnh thổ như các vương quốc Bijapur và Golconda. Trong 8 năm sau đó, Sambhaji đã lãnh đạo người Maratha thành công chống lại người Mogul.
Đầu năm 1689, Sambhaji triệu tập các chỉ huy của mình tới một cuộc họp chiến lược tại Sangameshwar để xem xét một cuộc tấn công dữ dội vào lực lượng Mogul. Trong một chiến dịch được lên kế hoạch tỉ mỉ, Ganoji và chỉ huy của Aurangzeb là Mukarrab Khan, đã tấn công Sangameshwar khi Sambhaji chỉ đi cùng một vài người. Sambhaji bị quân Mogul phục kích và bắt giữ vào ngày 1 tháng 2 năm 1689. Ông và cố vấn của mình là Kavi Kalash, bị quân đội triều đình đưa đến Bahadurgad, nơi họ bị quân Mogul hành quyết vào ngày 21 tháng 3 năm 1689.[24] Aurangzeb đã buộc tội Sambhaji ra lệnh cho các lực lượng Maratha tấn công vào Burhanpur.
Sau cái chết của Sambhaji, người em cùng cha khác mẹ của ông là Rajaram lên ngôi. Cuộc bao vây Raigad của Mogul vẫn tiếp tục, và ông phải chạy trốn đến Vishalgad rồi đến Pháo đài Gingee để đảm bảo an toàn. Từ đó, người Maratha đột kích vào lãnh thổ Mogul, và nhiều pháo đài đã bị các chỉ huy Maratha chiếm lại như Santaji Ghorpade, Dhanaji Jadhav, Parshuram Pant Pratinidhi, Shankaraji Narayan Sacheev và Melgiri Pandit. Năm 1697, Rajaram đề nghị đình chiến nhưng bị Aurangzeb từ chối. Rajaram qua đời năm 1700 tại Sinhagad. Người vợ góa của ông, Tarabai, nắm quyền kiểm soát nhân danh con trai bà, Ramaraja (Shivaji II).
Sau khi Aurangzeb qua đời vào năm 1707, Shahu, con trai của Sambhaji (và cháu trai của Shivaji), được Bahadur Shah I, hoàng đế Mogul mới lên ngôi, thả ra. Tuy nhiên, mẹ ông bị người Mogul giữ làm con tin để đảm bảo Shahu tuân thủ các điều kiện trả tự do. Sau khi được thả, Shahu ngay lập tức giành lấy ngai vàng Maratha và thách thức dì Tarabai và con trai của bà. Chiến tranh Mogul-Maratha rắc rối đã trở thành một vấn đề giữa ba bên. Điều này dẫn đến hai chính phủ đối lập nhau lần lượt được thành lập vào năm 1707 tại Satara và Kolhapur bởi Shahu và Tarabai. Shahu bổ nhiệm Balaji Vishwanath làm Peshwa của mình. Peshwa đóng vai trò quan trọng trong việc đảm bảo sự công nhận của Mogul đối với Shahu là người thừa kế hợp pháp của Shivaji và Chhatrapati của người Marathi. Balaji cũng giúp mẹ của Shahu là Yesubai, thoát khỏi sự giam cầm của Mogul vào năm 1719.
Trong thời trị vì của Shahu, Raghoji I của Nagpur đã mở rộng đế chế về phía Đông. Khanderao Dabhade và sau này là con trai ông là Triambakrao, đã mở rộng nó về phía Tây tới Gujarat.[28] Peshwa Bajirao và ba thủ lĩnh của ông, Pawar (Dhar), Holkar (Indore) và Scindia (Gwalior) đã mở rộng nó về phía Bắc.

### Trích dẫn
1. ↑  Hatalkar (1958).
2. ↑  Turchin, Peter; Adams, Jonathan M.; Hall, Thomas D. (December 2006). "East-West Orientation of Historical Empires Lưu trữ ngày 17 tháng 5 năm 2016 tại Portuguese Web Archive" (PDF). Journal of World-Systems Research. 12 (2): 222–223. ISSN 1076-156X. Archived (PDF) from the original on 7 July 2020. Retrieved 7 July 2020.
3. ↑  Kantak, M. R. (1978). "The Political Role of Different Hindu Castes and Communities in Maharashtra in the Foundation of the Shivaji's Swarajya". Bulletin of the Deccan College Research Institute. Quyển 38 số 1. tr. 44. JSTOR 42931051.
4. ↑  Pagdi (1993), tr. 98: Shivaji's coronation and setting himself up as a sovereign prince symbolises the rise of the Indian people in all parts of the country. It was a bid for Hindavi Swarajya (Indian rule), a term in use in Marathi sources of history.
5. 1 2  Jackson (2005), tr. 38.
6. 1 2 3  Pearson (1976), tr. 221–235.
7. ↑  Capper (1997): This source establishes the Maratha control of Delhi before the British
8. ↑  Sen (2010), tr. 1941–: The victory at Bhopal in 1738 established Maratha dominance at the Mughal court
9. ↑  Osborne, Eric W. (ngày 3 tháng 7 năm 2020). "The Ulcer of the Mughal Empire: Mughals and Marathas, 1680–1707". Small Wars & Insurgencies. Quyển 31 số 5. tr. 988–1009. doi:10.1080/09592318.2020.1764711. ISSN 0959-2318. S2CID 221060782.
10. ↑  Clingingsmith, David; Williamson, Jeffrey G. (ngày 1 tháng 7 năm 2008). "Deindustrialization in 18th and 19th century India: Mughal decline, climate shocks and British industrial ascent". Explorations in Economic History (bằng tiếng Anh). Quyển 45 số 3. tr. 209–234. doi:10.1016/j.eeh.2007.11.002. ISSN 0014-4983.
11. ↑  Sen (2010), tr. 16.
12. ↑  Pagdi (1993), tr. 21.
13. ↑  Ramusack (2004), tr. 35.
14. ↑  Jones (1974), tr. 25.
15. ↑  Gokhale (1988), tr. 112.
16. ↑  Vartak (1999), tr. 1126–1134.
17. ↑  Kantak (1993), tr. 18.
18. ↑  Mehta (2005), tr. 707: quote: It explains the rise to power of his Peshwa (prime minister) Balaji Vishwanath (1713–20) and the transformation of the Maratha kingdom into a vast empire, by the collective action of all the Maratha stalwarts.
19. ↑  Richards (1995), tr. 12.
20. 1 2  Mehta (2005).
21. ↑  Richards (1995), tr. 223.
22. 1 2  Sen (2010), tr. 11.
23. ↑  Mehta (2005), tr. 81.
24. "Introduction to Rise of the Maratha". Krishna Kanta Handiqui State Open University. Bản gốc lưu trữ ngày 6 tháng 8 năm 2018. Truy cập ngày 5 tháng 9 năm 2018.